# 周南市文化会館
周南市文化会館（しゅうなんしぶんかかいかん）は、山口県周南市にある多目的ホール。1982年（昭和57年）に開設された。

## 概要
周南市市街地の北、国道2号周南バイパス沿いの旧・徳山藩庁（徳山城）跡地に位置する。文化会館の前庭には徳山藩館邸跡の碑などがある。
当時の徳山市により1980年（昭和55年）から2年の歳月を費やして建設されたホールで、1982年（昭和57年）11月2日に「徳山市文化会館」として開館。鉄筋コンクリート造（一部鉄骨造）地下2階・地上3階の建物である。大ホールは定員1,800名。平成の大合併で周南市が誕生したことに伴い、2003年（平成15年）に現在の名称になった。
開設当初は財団法人徳山市文化振興財団に管理運営を委託していた。2006年度（平成18年度）に指定管理者制度を導入。公益財団法人周南市文化振興財団が、近隣にある周南市美術博物館（旧：徳山市美術博物館）などと共に管理・運営している。
2023年（令和5年）の調査で大ホールとロビーの吊り天井が大規模地震の際に落下する恐れがあることが判明。天井の改修のほかアスベストの撤去、空調や配管、外壁などの保全改修、非常用設備の更新などを含めた大規模改修のため、2027年2月から2028年10月まで全館休館となる。

## 施設

### 施設内容
- 大ホール 最大収容人数1800人[1]
- 楽屋（7室）[1]
- リハーサル室[1]
- 練習室（3室）[1]

### 駐車場
- 普通車 144台
- 障害者用 4台
- 大型車 5台

## アクセス
- 徳山駅からバイパス経由花岡行、下松駅北口行き、もしくは金剛山循環バスで、動物園文化会館前下車。所要時間7分程度。徳山駅から徒歩なら約20分。
- 山陽自動車道徳山東インターチェンジから国道2号を西進し、約10分。

## 周辺施設
- 周南市徳山動物園
- 祐綏神社
  - 文化会館に隣接する徳山動物園や祐綏神社を含めた付近一帯が徳山藩庁であった。
- 周南市美術博物館（国道2号を挟んで、文化会館の南向かい）
- 山口放送本社